# Jean Longville
Jean Henri Emile Longville  ook soms Henri Longville (Antwerpen, 7 november 1872 - 28 mei 1947) was een Belgisch syndicalist en politicus voor de BWP.

## Levensloop
Longville was metaalbewerker en werd vakbondssecretaris, sterke man van de metaalbewerkers in de socialistische vakbeweging. 
In 1903 werd hij voorzitter van de Antwerpse afdeling van de Nationale federatie van metaalbewerkers. In 1905 werd hij algemeen secretaris van de socialistische metaalbewerkers in de provincie Antwerpen. Hij vertegenwoordigde zijn provincie in de Centrale der Metaalbewerkers van België en in de Paritaire Commissie vor de Mekaniekbouw. Hij was tevens voorzitter van het Intercommunaal Werkloosheidsfonds van Antwerpen.
Van 1911 tot 1938 was hij gemeenteraadslid van Antwerpen. In 1914 vluchtte hij naar Engeland en stichtte er, samen met Willem Eekelers, een Belgische centrale van metaalbewerkers. Teruggekeerd in Antwerpen werd hij, samen met Urbain Jamar en Jan Luys gevangengezet, onder beschuldiging van defaitisme en verklikking. Dit was het gevolg van afrekeningen binnen de Antwerpse socialistische partij. Het trio behoorde tot de groep Camille Huysmans die het pleit won, en in 1921 werd Longville verkozen tot socialistisch senator voor het arrondissement Antwerpen van 1921 tot 1925 en van 1929 tot 1946.
Longville werd begraven op het Schoonselhof. Op het grafteken staat hij vermeld met de voornaam Henri. Zijn zoon was volksvertegenwoordiger Franciscus Longville.